# خدمات غسيل الملابس (ألبوم)
1. "حينما و اينما"

خدمات غسيل الملابس هو البوم للفنانة شاكيرا يعتبر من أكثر أعمالها شهرة حول العالم، خاصة أغنيتها حينما و اينما.

## روابط خارجية
- خدمات غسيل الملابس على موقع أول موفي (الإنجليزية)